# Massac (Charente-Maritime)
Massac é uma comuna francesa na região administrativa da Nova Aquitânia, no departamento de Charente-Maritime. Estende-se por uma área de 9,15 km². Em 2010 a comuna tinha 181 habitantes (densidade: 19,8 hab./km²).